# Йерусалимско кралство
Йерусалимското кралство е християнска държава, създадена след завладяването на Йерусалим през 1099 г. от участниците в Първия кръстоносен поход. Завоеванията на кръстоносците в Източното Средиземноморие оформят територията ѝ, която се състои от едно кралство и четири васални държави – графство Триполи, графство Едеса, княжество Антиохия и сеньория Сидон. Първи владетел на кралството е Годфроа дьо Буйон. Историята на кралството преминава през два етапа: Първо кралство (в Йерусалим, 1099 – 1187) и Второ кралство (в Акра, 1192 – 1291). Окончателно кралството престава да съществува през 1291 г.

## История
Царството е създадено след превземането на Йерусалим от кръстоносците през 1099 г. Годфроа дьо Буйон, един от предводителите на Първия кръстоносен поход, е избран за първи владетел на новата държава. Той отказа да приеме кралска титла, „не искайки да носи кралска корона там, където Спасителят е носил корона от тръни“ и приема титлата „Защитник на Божи гроб“ (Advocatus Sancti Sepulchri). След като Годфроа умира през 1100 г., брат му Балдуин го наследява и веднага приема титлата „крал на Йерусалим“.
Балдуин I успешно разширява кралството, превзема пристанищните градове Акра, Сидон и Бейрут и затвърждава сюзеренитета си над кръстоносните държави на север – графство Едеса (основано от него), княжество Антиохия и графство Триполи. При неговото управление се увеличава броят на жителите – латинци, дошли с кръстоносния поход от 1101 г. и се появява и Йерусалимски латински патриарх. Италианските градове-държави (Венеция, Пиза и Генуа) започват да играят важна роля в кралството. Техният флот участва в завземането на пристанищата, където те получават свои квартали, за да развиват търговия.
Балдуин умира през 1118 г., като не оставя наследници. Неговото място заема братовчед му Балдуин дьо Бърг, граф на Едеса. Балдуин II също е способен владетел и въпреки че е бил пленяван на няколко пъти по време на управлението си от селджуците, границите на държавата се разширяват и през 1124 г. е превзет град Тир.

### Средата на XII век. Наследниците на Амори I
Балдуин II е наследен от дъщеря си Мелисенда Йерусалимска, която управлява заедно със съпруга си Фулк от Анжу. По време на тяхното царуване е постигнато най-голямото културно и икономическо развитие, чийто символ е Псалтирът на Мелисенда, поръчан от кралицата между 1135 и 1143 година. Фулк, известен военачалник, се сблъсква с нов опасен враг – атабегът на Мосул Имад ад-Дин Зенги. Въпреки че Фулк се противопоставя успешно на Зенги по време на управлението си, Гийом от Тир го порицава заради слабата охрана на границите. Фулк умира по време на лов през 1143 г. Зенги се възползва от това и превзема графство Едеса през 1146 г. Кралица Мелисенда става регент на сина си Балдуин III и назначава нов конетабъл – Манасе д’Йерж – да ръководи армията след смъртта на Фулк. През 1147 г. в кралството пристигат участниците във Втория кръстоносен поход.
След като се срещат в Триполи, водачите на кръстоносците, кралят на Франция Луи VII и кралят на Германия Конрад III решават да атакуват като най-уязвим противник емира на Дамаск, въпреки наличието на мирно споразумение между него и Йерусалимското кралство. Това е в пълно противоречие със съветите на Мелисенда и Манасе, които считат за основен противник Алепо, победата над който ще направи възможно връщането на Едеса.
Кръстоносният поход завършва през 1148 г. с пълен провал. Мелисенда управлява страната като регент до 1153 г., когато Балдуин III, отдавна навършил пълнолетие, след дълга борба получава властта. Още на следващата година Балдуин я назначава за свой регент и главен съветник. Балдуин III превзема последната египетска крепост на палестинския бряг Аскалон от Фатимидите. В същото време общото положение на кръстоносните държави се влошава, тъй като Нур ад-Дин Зенги превзема Дамаск и обединява мюсюлманска Сирия под своя власт.
Балдуин III умира през 1162 г., година по-късно от майка си. Престола наследява брат му Амори. Управлението му е съпътствано от постоянна конфронтация с Нур ад-Дин и с надпревара за превземането на Египет.
През 1163 г. кръстоносците успяват да си отмъстят в битката с армията на емира Нур ад-Дин при Ал Букай, но през 1176 г. византийският император Мануил I Комнин претърпява ужасно поражение от селджуците в битката при Мириокефалон. Нур ад-Дин завладява земите, разположени на североизток от Антиохия, превзема Дамаск и се превръща в близък и изключително опасен съсед за кръстоносците. Неговият командир Асад ал-Дин Ширкух се установява в Египет, а кампанията срещу него завършва с неуспех.
Амори и Нур ад-Дин умират през 1174 г. Амори I е наследен на престола от малкия си син Балдуин IV. Още от ранна възраст е известно, че той е болен от проказа. Въпреки това той успява да докаже, че е способен и силен владетел и добър военачалник. Той е в състояние временно да отдалечи външната заплаха за кралството, но болестта и ранната му смърт са последвани от нови граждански междуособици и спорове в и без това парализираното кралство. От друга страна, за няколко години сирийските и египетските мюсюлмани са обединени от нов способен военачалник – Саладин, който започва да застрашава кръстоносните държави.
Балдуин IV умира през пролетта на 1185 г., титлата крал преминава към племенника му, младия Балдуин V. Регент става граф Раймонд III Триполитански, а по това време Саладин продължава нападенията си над кралството. Балдуин V е слабо дете и умира през лятото на 1186 година. Кралската власт преминава към майка му Сибила, сестра на Балдуин IV и нейния съпруг Ги дьо Лузинян. Той претърпява разгром от Саладин в битката при Хатин през 1187 г.

### Загуба на Йерусалим
Саладин напредва все повече и през 1187 г. успява да превземе Йерусалим. Това по същество слага край на първото Йерусалимско кралство. Превземането на града шокира Европа и става повод за Третия кръстоносен поход, който започва през 1189 г. Той е предвождан от короновани особи: английския Ричард I Лъвското сърце и френския Филип Огюст. Германският император Фридрих Барбароса също поема кръста, но умира при нещастен случай по пътя. Кръстоносната армия на два пъти се приближава към Йерусалим, но така и не атакува града.
През 1192 г. Ричард Лъвското сърце действа като посредник в преговорите за избор на крал на Йерусалим, в резултат на което такъв става Конрад Монфератски, а на другия претендент Ги дьо Лузинян е предоставен Кипър. Същата година обаче Конрад умира от ръцете на убийци в Тир. След неговата смърт вдовицата му Изабела се омъжва за неговия роднина Анри Шампански, който поема властта.
Когато Фридрих II се коронясва за крал на Йерусалимското кралство през 1225 г. в резултат на брака си с Изабела II Йерусалимска, чрез умела дипломация и възползвайки се от противоречията между мюсюлманските владетели, той успява да върне Йерусалим на християните. Това обаче трае кратко – до 1244 г., когато Йерусалим е превзет от хорезмийците (останките от туркменските войски на Джалал ад-Дин Манкбурни), по нареждане на Аюбидския султан Ас-Салих Найм ад-Дин Айюб ибн Мохамед. Това бележи края на християнското управление над този древен град. Столицата на Йерусалимското кралство се мести в Акра. Въпреки че по това време формално крал на Йерусалим е Конрад IV, той никога не е посещавал кралството и действителната власт преминава в ръцете на кипърските крале от династията Лузинян. Самото кралство Йерусалим престава да съществува през 1291 г., когато мамелюците завземат Акра след продължителна обсада.

## Животът в кралството
Новото поколение жители, родени и израснали в Леванта, считат Светата земя за своя родина и реагират негативно на новопристигналите кръстоносци. Те често приличат повече на сирийци, отколкото на франки. Мнозина знаят гръцки, арабски и други ориенталски езици, и създават семейства с гъркини или арменки.
Както пише Фулхерий от Шартър: „Ние, жителите на Запада, станахме жители на Изтока; онзи, който е бил римлянин или франк, се е превърнал тук в галилеянин или жител на Палестина; онзи, който е живял в Реймс или Шартър, се възприема като гражданин на Тир или Антиохия."
Устройството на живота до голяма степен се основава на феодалните порядки на тогавашна Западна Европа, но с много важни разлики. Кралството обхваща малка територия и има малко обработваеми земи, подходящи за земеделие. От древни времена в този регион цялата икономика е съсредоточена в градовете, за разлика от средновековна Европа. Феодалите, притежаващи земята, предпочитат да живеят постоянно в Йерусалим и други градове.
Както в Европа, бароните имат свои васали, докато от своя страна те самите са васали на краля. Земеделието се основава на мюсюлманската версия на феодалната система – iqta (набор от парцели), този порядък не се променя. Въпреки че мюсюлманите (както и евреите и източните християни) биват преследвани в някои градове и нямат право да живеят в Йерусалим, те живеят в селските райони както преди. Реисът, старейшината на общността, е васал на барона, който притежава земята, и тъй като бароните живеят в градовете, общностите имат висока степен на независимост. Те снабдяват войските на кралството с продоволствие, но за разлика от Европа мъжете не са длъжни да изпълняват задължителна военна повинност. По същия начин италианските търговци нямат военни задължения, въпреки че живеят в пристанищните градове. В резултат армията на кралството не е многобройна и се състои преди всичко от франки – жители на градовете.
Преобладаването на градовете и присъствието на италианските търговци водят до развитието на икономика, основана повече на търговия, отколкото на селско стопанство. Палестина винаги е била кръстопът на търговски пътища; сега търговията се разпространява и към Европа. Европейските стоки – например текстил от Северна Европа – се появяват в Близкия Изток и Азия, докато азиатските стоки се изпращат в Европа. Италианските градове-държави получават огромни печалби, което обуславя разцвета им през следващите векове.
Тъй като знатните сеньори прекарват повече време в Йерусалим, отколкото в провинцията, те могат да оказват много по-голямо влияние върху краля в сравнение с Европа. През XIII век са изготвени т.нар. Йерусалимски асизи (Assizes of Jerusalem) в които са залегнали правните принципи, които са в сила още от XII век – период, известен като Първото кралство Бароните сформират Висш съвет (Haute Cour), ранна форми на парламент, който се състои от епископи и влиятелни барони и отговаря за избора на краля, за осигуряването на издръжката на двора и за свикването на войската.

### Рицарски ордени
Липсата на кралска войска до голяма степен се компенсира от създаването на религиозни рицарски ордени, чиято основна функция е военната служба. Ордените на тамплиерите и хоспиталиерите са създадени още в първите години на кралството. Около 1080 г. Орденът на хоспиталиерите (йоанити) основава в Йерусалим болница за поклонници. Друг монашески орден – на тамплиерите – се установява в храма, преустроен на мястото на джамията Ал-Акса. Ордените са много влиятелни и в провинцията често заменят бароните. Техните водачи живеят в огромни замъци в Йерусалим и често изкупуват земите, които бароните не могат да защитят. Ордените са подчинени директно на папската администрация, а не на краля; те до голяма степен са независими и не са задължени, но всъщност вземат активно участие във всички основни битки.
Важни източници на информация за живота на кралството са произведенията на Гийом от Тир и мюсюлманския писател Усама ибн Мункид.